# Леденице (Нови Винодолски)
Леденице (хрв. Ledenice) су насељено место у саставу града Нови Винодолски, Приморско-горанска жупанија, Хрватска.

## Историја
До територијалне реорганизације у Хрватској биле су у саставу старе општине Цриквеница.

## Становништво
У попису становништва из 2011. године, Леденице су имале 173 становника.
| Број становника према пописима | Број становника према пописима | Број становника према пописима | Број становника према пописима | Број становника према пописима | Број становника према пописима | Број становника према пописима | Број становника према пописима | Број становника према пописима | Број становника према пописима | Број становника према пописима | Број становника према пописима | Број становника према пописима | Број становника према пописима | Број становника према пописима | Број становника према пописима |
| ------------------------------ | ------------------------------ | ------------------------------ | ------------------------------ | ------------------------------ | ------------------------------ | ------------------------------ | ------------------------------ | ------------------------------ | ------------------------------ | ------------------------------ | ------------------------------ | ------------------------------ | ------------------------------ | ------------------------------ | ------------------------------ |
| 1857                           | 1869                           | 1880                           | 1890                           | 1900                           | 1910                           | 1921                           | 1931                           | 1948                           | 1953                           | 1961                           | 1971                           | 1981                           | 1991                           | 2001                           | 2011                           |
| 537                            | 1.474                          | 605                            | 658                            | 723                            | 695                            | 631                            | 568                            | 468                            | 449                            | 379                            | 317                            | 214                            | 181                            | 172                            | 173                            |

Напомена: Садржи податке из 1869. у насељу Батер, као и део података 1880. Године 1857. и 1869. садржи податке за насеље Брезе, као и део података из 1880. Године 1869 садржи податке за насеље Црно и Кленовица. Од 1910. до 1931. део података садржан је у насељу Црно.

### Попис1991.
У попису становништва из 1991. године, Леденице су имале 181 становника, следећег националног састава:
| Попис 1991.‍ | Попис 1991.‍ | Попис 1991.‍ | Попис 1991.‍ | Попис 1991.‍ |
| ----------- | ----------- | ----------- | ----------- | ----------- |
|             |             |             |             |             |
| Хрвати      | Хрвати      |             | 176         | 97,23%      |
| Срби        | Срби        |             | 4           | 2,20%       |
| Југословени | Југословени |             | 1           | 0,55%       |
| укупно: 181 |             |             |             |             |